# Steve Madden

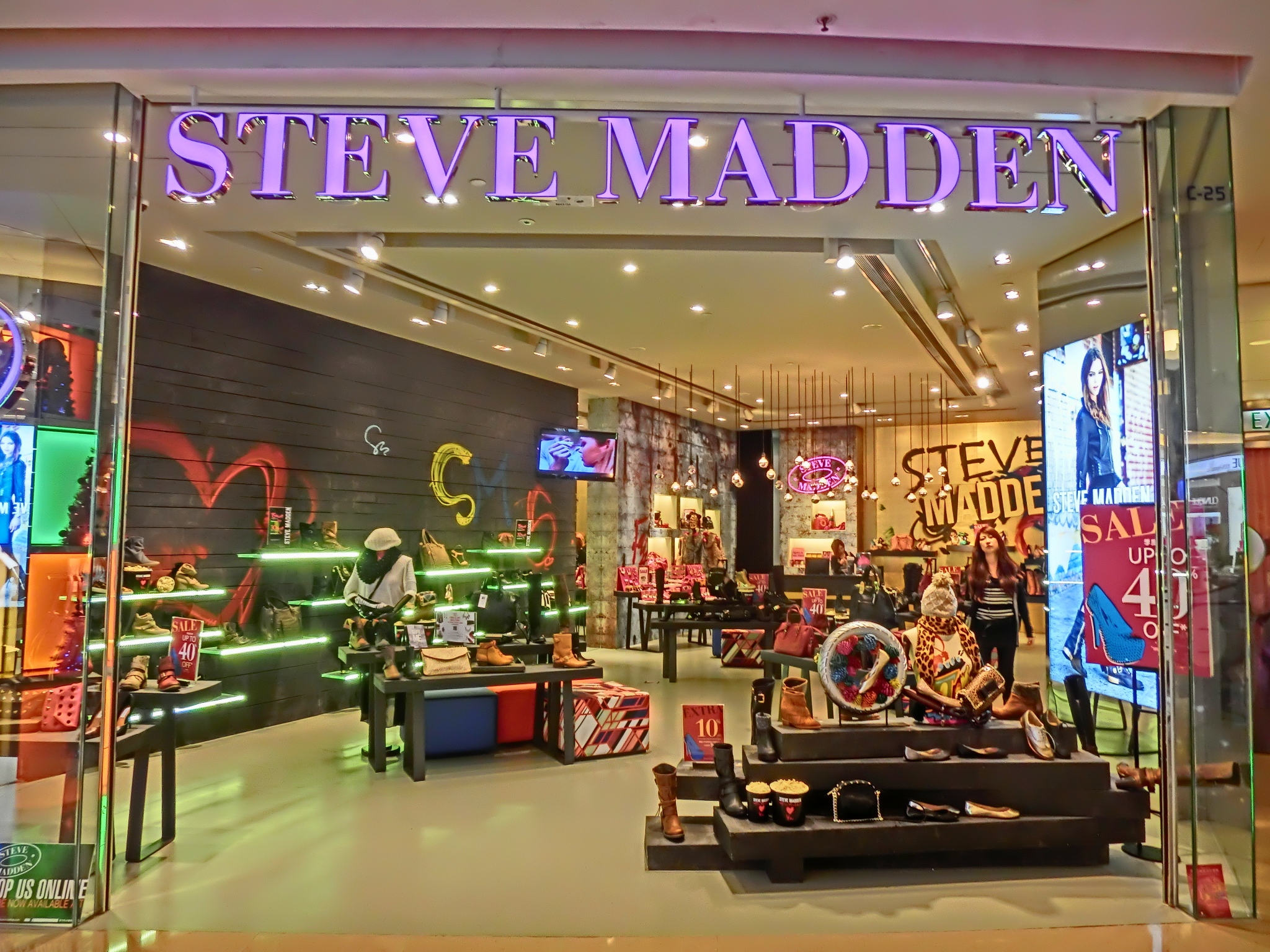
Sklep detaliczny Steve'a Maddena w Hongkongu

Steve Madden lub Steven Madden – amerykańskie przedsiębiorstwo działające w branży obuwniczej z siedzibą w Nowym Jorku; założone zostało w 1990 roku przez Steve’a Maddena.
Na koniec 2014 roku firma miała 160 sklepów detalicznych, w tym 122 sklepy firmowe, 32 outlety, 4 sklepy internetowe i 2 inne. Przedsiębiorstwo dystrybuuje swoje produkty w Stanach Zjednoczonych, Kanadzie, Meksyku i Południowej Afryce, jednak są one także dostępne w innych państwach na podstawie umów o dystrybucję pomiędzy Steve Madden a niezależnymi dystrybutorami w Azji, Australii, Europie, Indiach, na Bliskim Wschodzie, w Nowej Zelandii, Ameryce Środkowej i Południowej.
Według stanu na 1 lutego 2015 roku przedsiębiorstwo zatrudniało ok. 3256 pracowników, w tym 2230 w Stanach Zjednoczonych.
Wątek firmy, jak i osoby jej założyciela, Steve’a Maddena, zostały przedstawione jako jeden z wątków pobocznych w filmie Wilk z Wall Street (2013) w reżyserii Martina Scorsese.